# Jay Chou
Pour les articles homonymes, voir Chou.
Jay Chou Jielun (chinois simplifié : 周杰伦 ; chinois traditionnel : 周杰倫 ; pinyin : Zhōu Jiélún) est un chanteur, auteur-compositeur, acteur et producteur musical taïwanais, né le 18 janvier 1979 à Linkou, Taipei, Taïwan.
Perçu comme l'une des plus grandes influences musicales dans la communauté sinophone, il est considéré comme étant le "Roi du C-pop". Il inclut divers styles dans ses oeuvres, notamment différents éléments de musique chinoise traditionnelle.

## Biographie

### Enfance
Zhou Jielun est né le 18 janvier 1979 à Linkou, Taipei County, Taïwan. Sa mère est Ye Hui-Mei (葉惠美), enseignante, et son père est Zhou Yao-Zhong (周耀中), rechercheur en biomédecine.
Il commence à apprendre le piano à l'âge de quatre ans. Pendant son enfance, Jay Chou adorait enregistrer des chansons et des bruits à l'aide de son magnétophone. Vers l'âge de 8 ans, il commence à s'intéresser à la théorie musicale et apprend à jouer du violoncelle.
Jay Chou a fréquenté Taipei Jinhua High School et est diplômé d'une majeur en piano et d'une mineur en violoncelle de Tamkang Senior High School. Souffrant de spondylarthrite ankylosante, il a été exempté du service militaire.

### Vie privée
En 1998, il a été en couple pendant un an avec Devin Wu, puis avec la chanteuse Jolin Tsai de 2001 à 2005 ainsi que l'animatrice de télévision Patty Hou en 2005.
En 2010, il commence a fréquenter la mannequin sino-australienne Hannah Quilivan. Ils se marient le 17 janvier 2015 à l'abbaye de Selby dans le Yorkshire au Royaume-Uni. Une seconde cérémonie a lieu le 9 février à Taipei, puis une troisième en Australie en mars. Ils ont trois enfants : une fille née en mars 2015 et un garçon né en février 2017, puis une seconde fille née en 2022.

### Carrière musicale

#### Compositeur (1998-1999)
En 1998, il participe à un concours de talent "Super New Talent King" avec un ami. Jacky Wu, l'animateur, remarque alors la complexité de sa composition musicale et l'engage dans sa compagnie Alfa Music, avec le parolier Vincent Fang.
C'est ainsi qu'il compose la musique de plus d'une centaine de chansons pour d'autres artistes tels que : Easily Broken Heart (容易破碎的心) de Jacky Wu, You Will Get My Heart de Landy Wen, Are You Sleeping, Sister? (姐你睡了嗎) de Vivian Hsu, Open Love (打開愛) de Wang Lee-hom, etc.

#### JayetFantasy Tour(2000-2002)
En 2000, sa maison de disques lui donne sa chance et son premier album  Jay (周杰倫同名專輯) est immédiatement un hit en Asie, avec plus de 250 000 copies vendues à Taiwan. L'album remporte un prix de IFPI Hong Kong Top Sales Music Award pour les dix meilleurs albums vendues en mandarin de l'année 2001.
Le 14 septembre 2001, il sort par la suite Fantasy (范特西), qui lui vaut de gagner encore un peu plus de popularité, avec plus d'1,7 million de copies vendues à travers l'Asie. Jay Chou promeut cet album en entamant sa première tournée Fantasy Tour, de novembre 2001 à février 2002. 
Son troisième album, The Eight Dimensions (八度空間) sortie le 19 juillet 2002, est son plus gros succès, autant commercial que dans l'accueil de la critique, nommé cinq fois par Golden Melody Awards.

#### 3 autres albums (2003-2005)
Néanmoins l'album Ye Hui Mei (葉惠美) est souvent considéré comme son plus beau, les chansons présentes telles que Qing Tian (Cloudless Day), Ai Qing Xuan Ya (Love's Cliff) ou Ni Ting De Dao (You Can Hear), sont des ballades ayant gagné les plus hautes places des charts asiatiques. À l'instar d'autres titres comme Yi Fu Zhi Ming (In The Name Of The Father) ou Wo De Di Pan (My Territory) qui eux sont plus à sonorité moderne.

### Carrière cinématographique
Il est l'acteur principal du film Initial D (頭文字D - Tau man ji D) (2005), et l'un des héros du film au plus gros budget chinois, La Cité interdite (滿城盡帶黃金甲).
En 2010, Jay Chou joue le rôle de Kato dans le film The Green Hornet. Il reprend le rôle tenu par Bruce Lee dans la série de 1966. En 2007 il joue le personnage principal du film Secret.

## Discographie
Albums en studio
- 2000 : Jay (周杰倫同名專輯)
- 2001 : Fantasy (范特西)
- 2002 : The Eight Dimensions (八度空間)
- 2003 : Ye Hui Mei (葉惠美)
- 2004 : Common Jasmine Orange (七里香)
- 2005 : November's Chopin (十一月的蕭邦)
- 2006 : Still Fantasy (依然范特西)
- 2007 : On the Run (我很忙)
- 2008 : Capricorn (魔杰座)
- 2010 : The Era (跨時代)
- 2011 : Exclamation Mark (驚嘆號)
- 2012 : Opus 12 (12新作)
- 2014 : Aiyo, Not Bad (哎呦，不錯哦)
- 2016 : Bedtime Stories (床邊故事)
- 2022 : Greatest Works of Art (最偉大的作品)

Extended play
- 2001 : Fantasy Plus (范特西Plus)
- 2003 : Hidden Track EP (尋找周杰倫 EP)
- 2006 : Curse of the Golden Flower EP (黄金甲 EP)
- 2006 : Fearless EP (霍元甲 EP)

## Tournées
- Fantasy Tour (2001-2002)
- The One World Tour (2002-2004)
- Incomparable Tour (2004-2006)
- The World Tour (2007-2009)
- The Era World Tour (2010-2011)
- Opus Jay World Tour (2013-2015)
- The Invicible World Tour (2016-2019)
- Carnival World Tour (2019-2025)

## Filmographie

### Cinéma
- 2003 : Hidden Track (尋找周杰倫) : lui-même
- 2005 : Initial D (頭文字D) d'Andrew Lau et Alan Mak : Takumi Fujiwara
- 2006 : La Cité interdite (滿城盡帶黃金甲) de Zhang Yimou : Prince Jai
- 2007 : Secret (不能說的秘密) de lui-même : Ye Xiang Lun
- 2008 : Shaolin Basket ou Kung Fu Dunk  (功夫灌籃) de Chu Yen-ping : Fang Shijie
- 2009 : The Treasure Hunter (刺凌) de  Chu Yen-ping : Qiao Fei
- 2010 : True Legend (蘇乞兒) de Yuen Woo-ping : le dieu de Wushu
- 2011 : The Green Hornet de Michel Gondry : Kato
- 2012 :  The Viral Factor (逆战) de Dante Lam : Jon Wan
- 2013 : The Rooftop (天台) de lui-même : Wax
- 2016 : Kung Fu Panda 3 : Maître Singe (voix en mandarin)
- 2016 : Insaisissables 2 (Now You See Me: The Second Act) de Jon M. Chu : Li
- 2021 : Acting Out of Love (練愛iNG) de Ken Lin : lui-même
- 2021 : Super Speed (叱咤風雲) de Jem Chen : Showy

### Télévision

#### Séries télévisées
- 1998 : Thyme Fried Fish (百里香煎魚) : Musicien
- 2003 : Blue Star (蓝星) : Invité
- 2010 : Pandamen (熊猫人) : Détective Leo Lee

#### Émissions de variété
- 2010 : Mr J Channel (MR.J頻道) : Animateur
- 2015–2018 : La voix en Chine (中国好声音) : Juge
- 2018 : This is Dunk! (这！就是灌篮) : Juge
- 2020 : J-Style Trip (周遊記) : lui-même
- 2023 : J-Style Trip (周遊記) – saison 2 : lui-même